# Fajt Ágnes
Fajt Ágnes, Kistelekiné (Budapest, 1953. december 2. – 2020. május 23. előtt) magyar ritmikus sportgimnasztikázó, edző.

## Pályafutása
1966 és 1977 között az Újpesti Dózsa, 1978 és 1981 között az Óbuda Tsz SE versenyzője volt. 1976 és 1981 között a válogatott keretnek a tagja volt. Két világbajnokságon és egy Európa-bajnokságon vett részt. 1979-ben Londonban világbajnoki 11. holtversenyben, 1981-ben München 17. a kéziszercsapat tagjaként. Az 1980-as amszterdami Európa-bajnokságon holtversenyben a negyedik lett a csapat tagjaként.
1981-ben a Testnevelési Főiskolán ritmikus sportgimnasztika edző oklevelet szerzett. 1981-től az Óbuda Tsz SE edzője, majd ritmikus sportgimnasztikai szakosztályának a vezetője volt. 1989-ben a magyar ritmikus sportgimnasztika szakág bíróbizottságának vezetője lett.

## Családja
Férje Kisteleki István (1952) labdarúgó, edző, sportvezető. Lányai Kisteleki Dóra (1983), Kisteleki Orsolya, Kisteleki Hanna (1991) válogatott vízilabdázók.

## Sikerei, díjai
- Magyar bajnokság
  - csapatbajnok: 1973
  - 3.: 1976 (szalag), 1980 (karika)